# Cervières (Loire)
Pour les articles homonymes, voir Cervières.

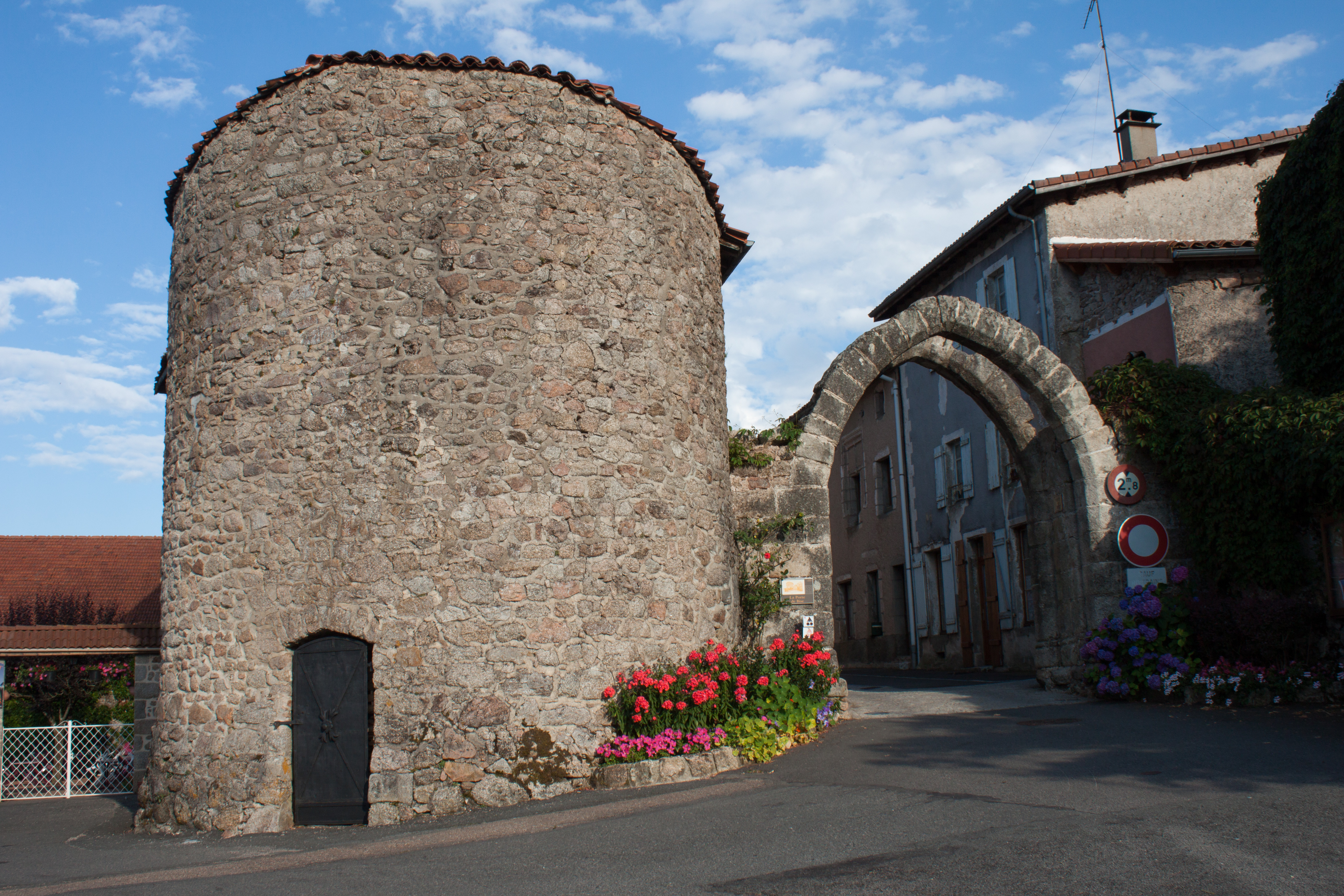
Porte de Bise, situé à l'entrée nord-ouest du village.

Cervières est une commune française située dans le département de la Loire, en région Auvergne-Rhône-Alpes, et faisant partie de Loire Forez Agglomération.
Ses habitants sont appelés les Cerveras.

## Géographie
|                         | Les Salles | Les Salles |
| Chabreloche Puy-de-Dôme | Cervières  | Les Salles |
|                         | Noirétable | Les Salles |

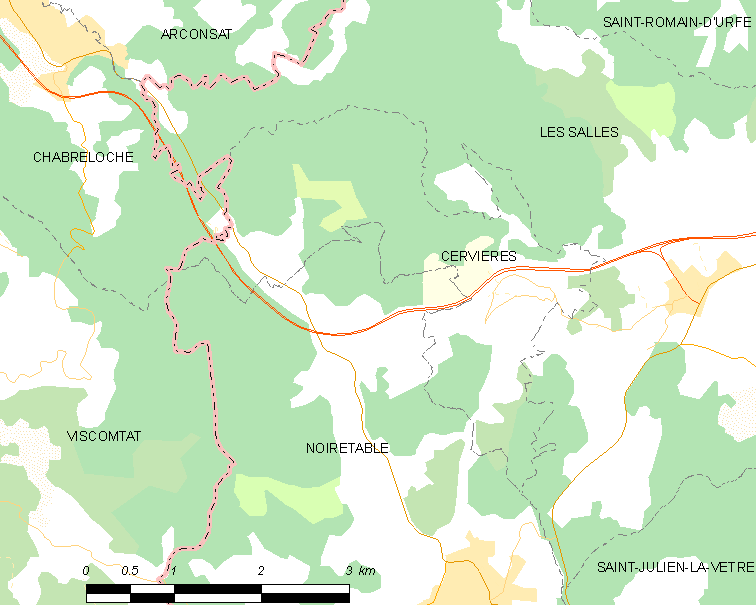
Localisation du village et des communes aux alentours

Cervières est un village historique, situé dans le canton de Noirétable, dans les monts du Forez, dans le département de la Loire, en région Rhône-Alpes.
Le territoire de la commune est traversé par la route départementale 24, ainsi que la RD 24.1.
L'autoroute A89 passe au nord de la commune ; un col à 806 m d'altitude porte son nom. L'autoroute vers Clermont-Ferrand, Roanne, Saint-Étienne ou Lyon peut être empruntée aux Salles (sortie 31).

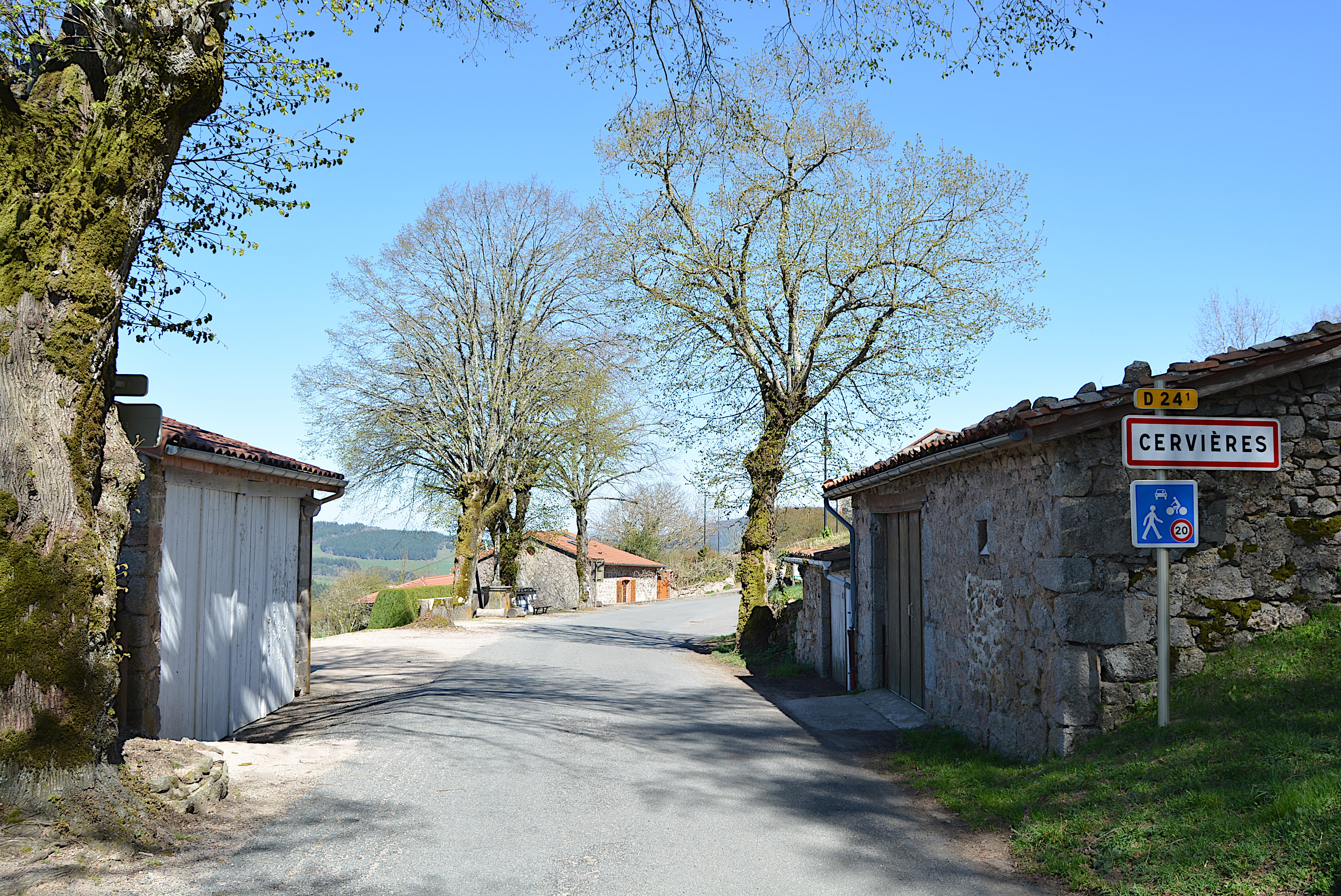
Entrée du village par la route départementale 24.1.
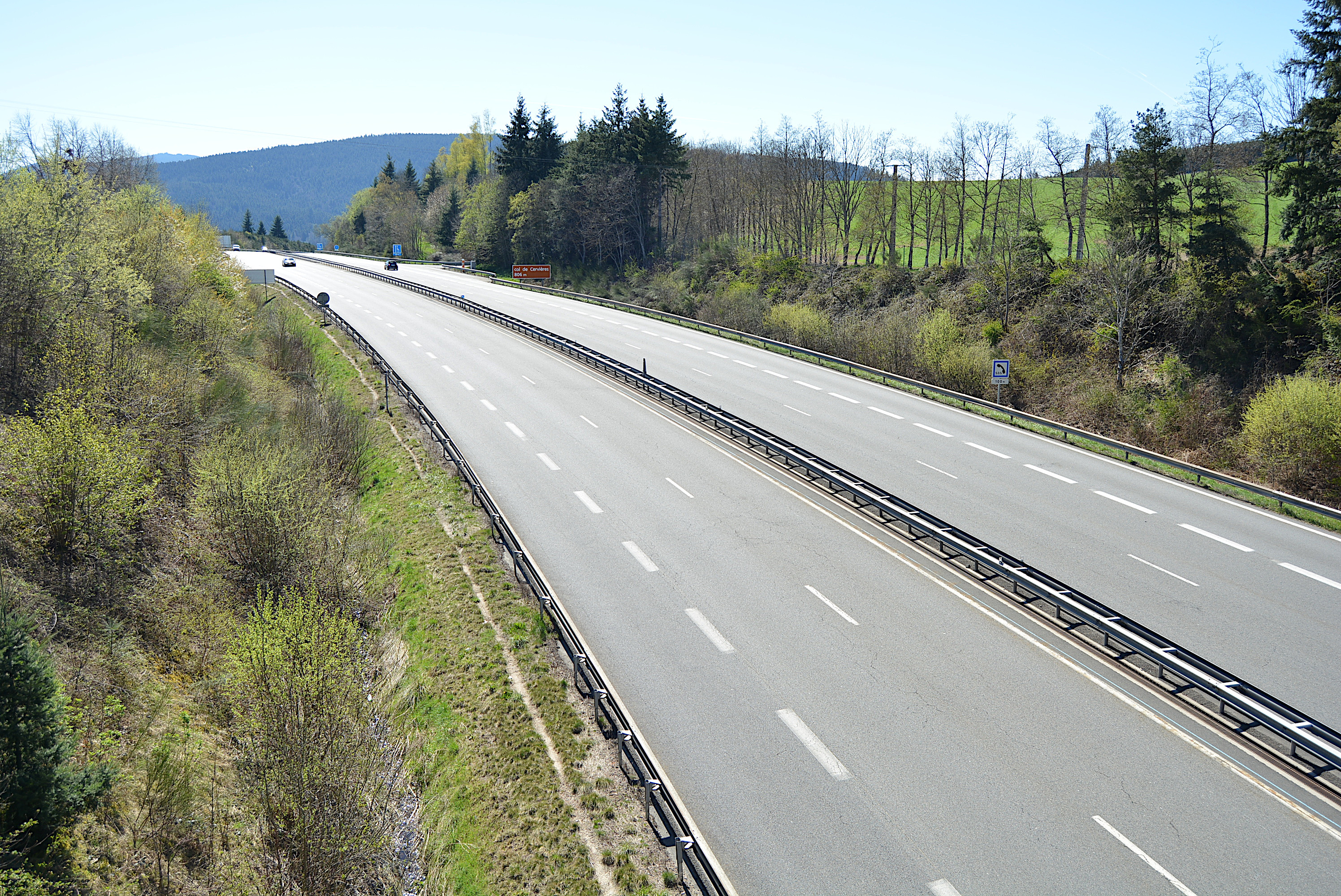
L'autoroute A89 franchissant le col de Cervières en direction de Clermont-Ferrand.

### Climat
Pour des articles plus généraux, voir Climat d'Auvergne-Rhône-Alpes et Climat de la Loire.
En 2010, le climat de la commune est de type climat des marges montargnardes, selon une étude du Centre national de la recherche scientifique s'appuyant sur une série de données couvrant la période 1971-2000. En 2020, Météo-France publie une typologie des climats de la France métropolitaine dans laquelle la commune est exposée à un climat de montagne ou de marges de montagne et est dans la région climatique Nord-est du Massif Central, caractérisée par une pluviométrie annuelle de 800 à 1 200 mm, bien répartie dans l’année.
Pour la période 1971-2000, la température annuelle moyenne est de 9,2 °C, avec une amplitude thermique annuelle de 15,6 °C. Le cumul annuel moyen de précipitations est de 1 051 mm, avec 11,4 jours de précipitations en janvier et 8,1 jours en juillet. Pour la période 1991-2020, la température moyenne annuelle observée sur la station météorologique de Météo-France la plus proche, « Saint-Just-en-Chevalet », sur la commune de Saint-Just-en-Chevalet à 9 km à vol d'oiseau, est de 9,8 °C et le cumul annuel moyen de précipitations est de 884,6 mm,. Pour l'avenir, les paramètres climatiques de la commune estimés pour 2050 selon différents scénarios d'émission de gaz à effet de serre sont consultables sur un site dédié publié par Météo-France en novembre 2022.

## Urbanisme

### Typologie
Au 1er janvier 2024, Cervières est catégorisée commune rurale à habitat très dispersé, selon la nouvelle grille communale de densité à sept niveaux définie par l'Insee en 2022.
Elle est située hors unité urbaine et hors attraction des villes,.

### Occupation des sols
L'occupation des sols de la commune, telle qu'elle ressort de la base de données européenne d’occupation biophysique des sols Corine Land Cover (CLC), est marquée par l'importance des forêts et milieux semi-naturels (68,3 % en 2018), une proportion sensiblement équivalente à celle de 1990 (68,7 %). La répartition détaillée en 2018 est la suivante : forêts (64,9 %), prairies (28,8 %), milieux à végétation arbustive et/ou herbacée (3,4 %), terres arables (2,9 %). L'évolution de l’occupation des sols de la commune et de ses infrastructures peut être observée sur les différentes représentations cartographiques du territoire : la carte de Cassini (XVIIIe siècle), la carte d'état-major (1820-1866) et les cartes ou photos aériennes de l'IGN pour la période actuelle (1950 à aujourd'hui).

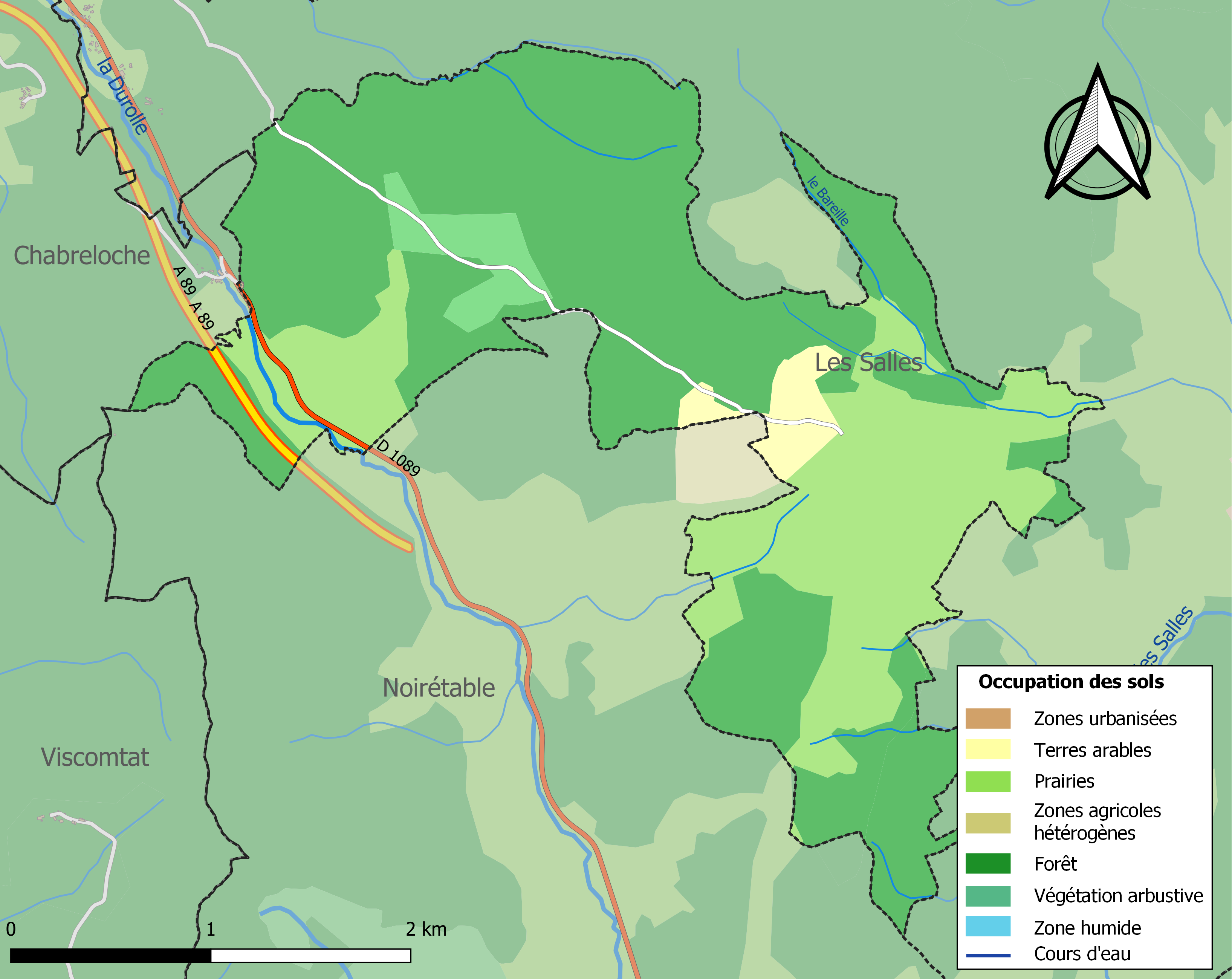
Carte des infrastructures et de l'occupation des sols de la commune en 2018 (CLC).

## Toponymie
L'étymologie du nom "Cervière" fait l'objet de plusieurs hypothèses. L'une des théories propose que le nom pourrait dériver du mot "cervier" (cerf), suggérant ainsi un "lieu aux cerfs" en raison de l'abondance historique de cervidés dans les forêts environnantes. Cette hypothèse est renforcée par la présence d'un cerf sur le blason de la ville, symbolisant cette faune autrefois répandue.[réf. nécessaire]
Une autre hypothèse, formulée par A. Compigne dans son ouvrage Histoire documentale du pays de Noirétable publié en 1913, avance que "Cervière" pourrait provenir du terme "Kerc'hier", signifiant "faiseurs de cercles". Cette interprétation est basée sur la présence de vestiges mégalithiques dans la région, qui pourraient être liés à des pratiques culturelles anciennes. Cependant, aucune de ces explications ne peut être confirmée avec certitude, et l'origine exacte du nom reste donc indéterminée.
Son nom est Cèrviére en dialecte forézien.

## Histoire
Les premières traces de Cervières apparaissent dans les écrits à la fin du XIIe siècle. De même, le château est construit en 1181 par le comte Guy II de Forez. Il sert à protéger le Forez face à l'Auvergne.
La ville se développe ensuite rapidement avec de nombreux artisans et marchands. Il s'agit aussi d'une place judiciaire importante. 
Le château est d'ailleurs représenté dans l'armorial de Revel au XVe siècle, avant d'être détruit deux siècles plus tard sur ordre de Richelieu.
Cervières reste jusqu'à la Révolution une place forte dont les nombreuses foires sont réputées. 
Après la Révolution, l'importance de Cervières décroit au profit de Noirétable.

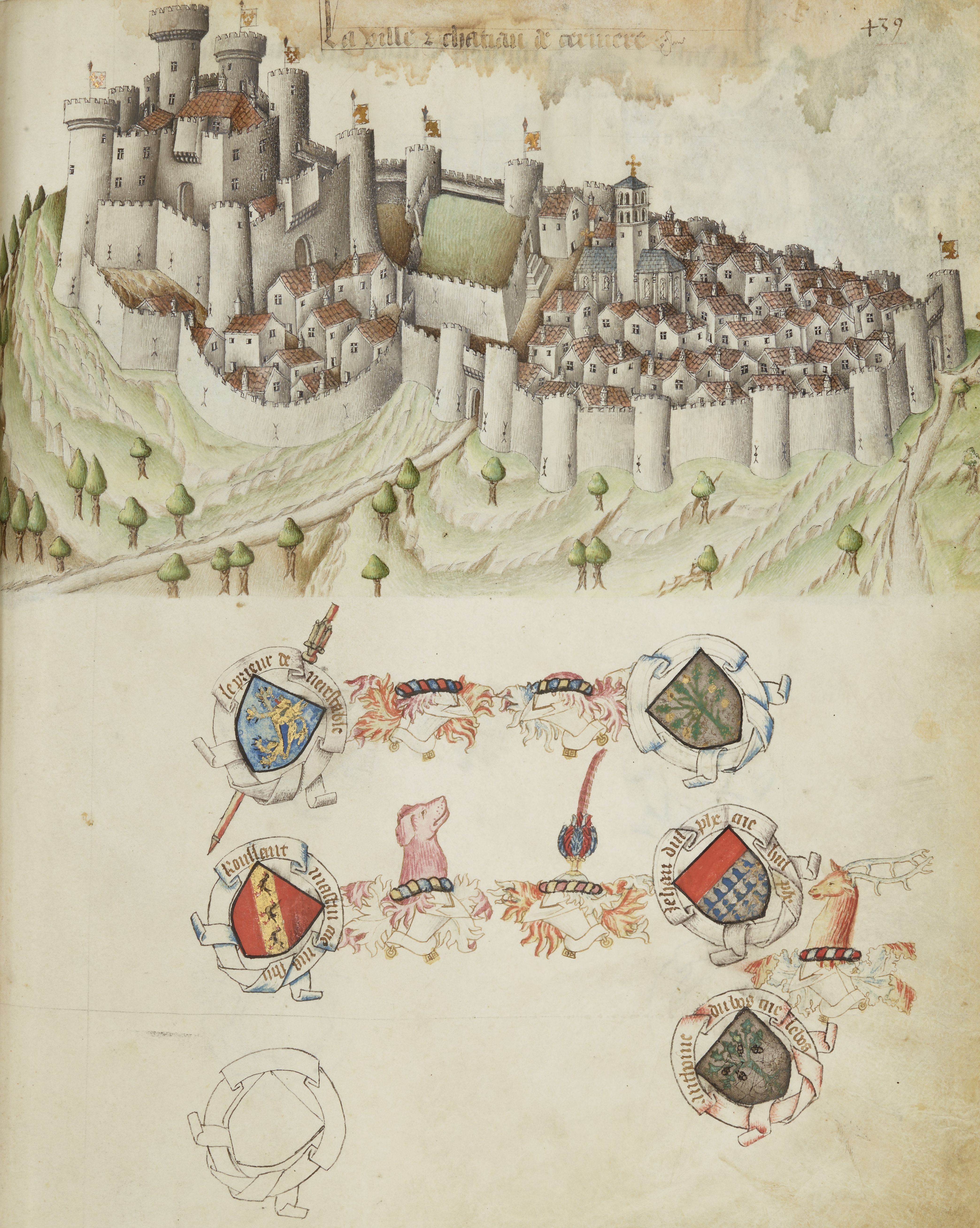
La ville et le château de Cervières au XVe siècle.

## Politique et administration
| Période                                  | Période  | Identité             | Étiquette | Qualité |
| ---------------------------------------- | -------- | -------------------- | --------- | ------- |
| Les données manquantes sont à compléter. |          |                      |           |         |
|                                          |          | Holtzer              |           |         |
|                                          |          | Christian Bec        |           |         |
| mars 1983                                |          | Marie-Odile Strowski |           |         |
| septembre 1997                           | mai 2020 | Marie-Jo Ronzier     |           |         |
| mai 2020                                 | En cours | Frédérique Seret     |           |         |

Cervières faisait partie de la communauté de communes des Montagnes du Haut Forez de 1996 à 2016 puis a intégré Loire Forez Agglomération.

## Population et société

### Démographie
Les habitants de la commune sont appelés les Cerveras.
L'évolution du nombre d'habitants est connue à travers les recensements de la population effectués dans la commune depuis 1793. Pour les communes de moins de 10 000 habitants, une enquête de recensement portant sur toute la population est réalisée tous les cinq ans, les populations de référence des années intermédiaires étant quant à elles estimées par interpolation ou extrapolation. Pour la commune, le premier recensement exhaustif entrant dans le cadre du nouveau dispositif a été réalisé en 2004.

En 2022, la commune comptait 99 habitants, en évolution de −21,43 % par rapport à 2016 (Loire : +1,32 %, France hors Mayotte : +2,11 %).
| 1793 | 1800 | 1806 | 1821 | 1831 | 1836 | 1841 | 1846 | 1851 |
| ---- | ---- | ---- | ---- | ---- | ---- | ---- | ---- | ---- |
| 450  | 464  | 604  | 526  | 487  | 519  | 602  | 588  | 557  |

| 1856 | 1861 | 1866 | 1872 | 1876 | 1881 | 1886 | 1891 | 1896 |
| ---- | ---- | ---- | ---- | ---- | ---- | ---- | ---- | ---- |
| 517  | 501  | 493  | 472  | 458  | 426  | 375  | 346  | 339  |

| 1901 | 1906 | 1911 | 1921 | 1926 | 1931 | 1936 | 1946 | 1954 |
| ---- | ---- | ---- | ---- | ---- | ---- | ---- | ---- | ---- |
| 340  | 312  | 300  | 262  | 248  | 260  | 184  | 164  | 168  |

| 1962 | 1968 | 1975 | 1982 | 1990 | 1999 | 2004 | 2006 | 2009 |
| ---- | ---- | ---- | ---- | ---- | ---- | ---- | ---- | ---- |
| 149  | 135  | 117  | 111  | 102  | 111  | 120  | 129  | 121  |

| 2014 | 2019 | 2022 | - | - | - | - | - | - |
| ---- | ---- | ---- | - | - | - | - | - | - |
| 121  | 108  | 99   | - | - | - | - | - | - |

## Culture locale et patrimoine

### Lieux et monuments

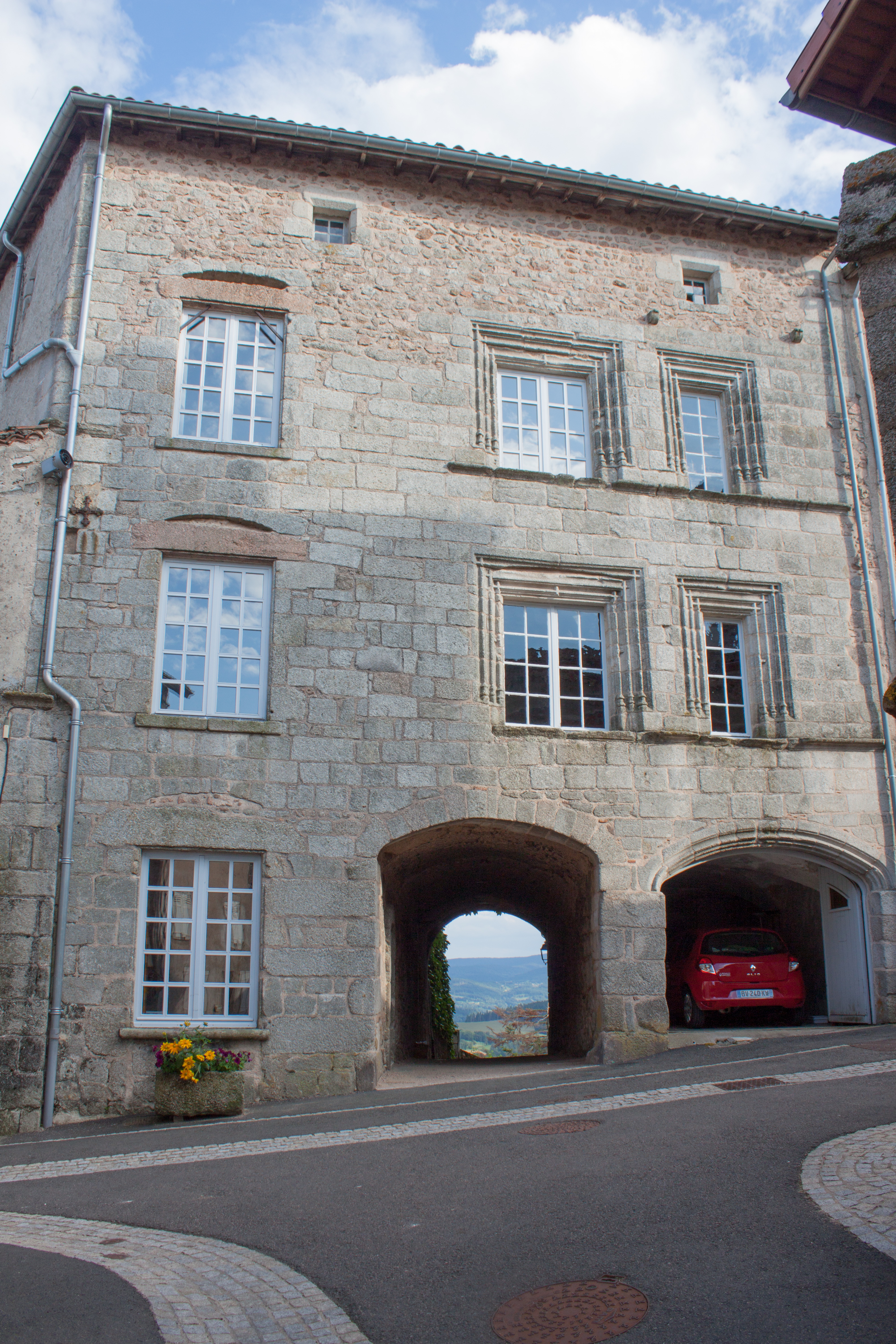
Façade de l'auditoire.

- Maison dite L'Auditoire, inscrit monument historique depuis 1949[19].
- La Maison des Grenadières, atelier-musée de la broderie au fil d'or : conservatoire de la broderie à fil d'or, démonstration et initiation[20]. Il deviendra L'Orée fin 2025[21].
- Restes de fortifications.
- Portes ogivales.
- Église Sainte-Foy de Cervières des XVe et XVIe siècles.
- Musée consacré à l'histoire de Cervières (situé à la mairie).
- Atelier de Maroquinerie.
- Site de la Pierre Branlante.
- L'autel de la baronnie

### Personnalités liées à la commune
- Fortunat Strowski (1866-1952), historien de la littérature, essayiste, critique littéraire, professeur à la Sorbonne, éditeur des Essais de Montaigne, est décédé à Cervières.

### Héraldique
| Blason de Cervières | Blason  | D'azur au cerf passant d'argent.                 |
| Blason de Cervières | Détails | Le statut officiel du blason reste à déterminer. |